# Лопенник (Люблінське воєводство)
Лопенник (пол. Łopiennik) — село в Польщі, у гміні Божехув Люблінського повіту Люблінського воєводства.
Населення — 302 особи (2011).

## Демографія
Демографічна структура станом на 31 березня 2011 року:
|          | Загалом | Допрацездатний вік | Працездатний вік | Постпрацездатний вік |
| -------- | ------- | ------------------ | ---------------- | -------------------- |
| Чоловіки | 153     | 26                 | 108              | 19                   |
| Жінки    | 149     | 38                 | 76               | 35                   |
| Разом    | 302     | 64                 | 184              | 54                   |